# NGC 6955
NGC 6955 је спирална галаксија у сазвежђу Делфин која се налази на NGC листи објеката дубоког неба.
Деклинација објекта је + 2° 35' 43" а ректасцензија 20h 44m 17,9s. Привидна величина (магнитуда) објекта NGC 6955 износи 13,8 а фотографска магнитуда 14,6. NGC 6955 је још познат и под ознакама UGC 11621, CGCG 374-5, NPM1G +02.0476, PGC 65287.